# موزه معماری استونی
موزه معماری استونی (استونیایی: Eesti Arhitektuurimuuseum) یک موزه دربارهٔ معماری در تالین، استونی است.
این موزه که در سال ۱۹۹۱ تأسیس شده نزدیک به ۱۱۰۰۰۰ مورد در بایگانی آن به همراه نقشه‌های شهر، پروژه‌های ساختمانی، نقشه‌های معماری، عکس و دست نوشته وجود دارد. مجموعه تصاویر تقریباً ۱۸۰۰۰ مورد (عکس و نگاتیو) است.

## نگارخانه

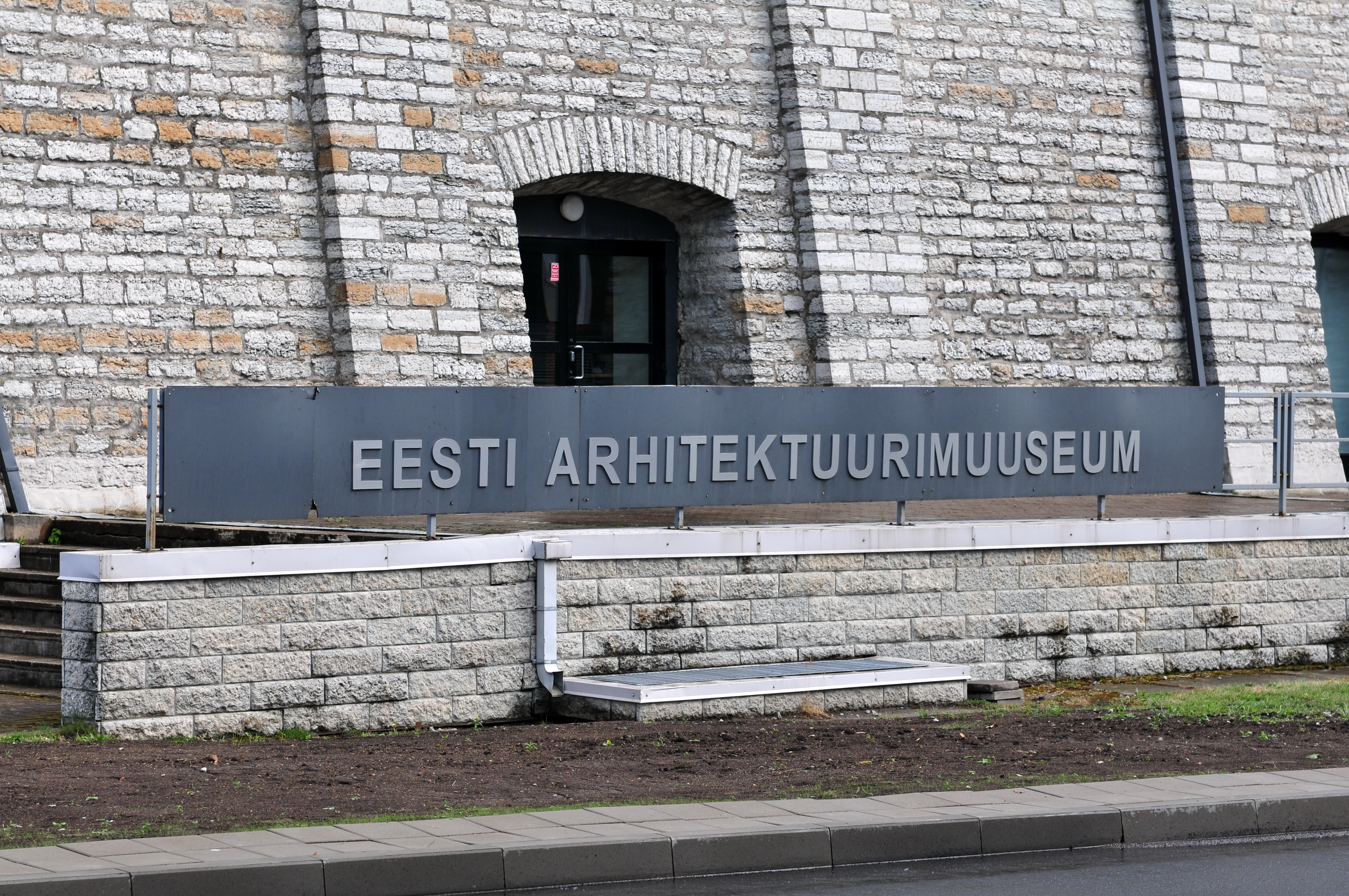
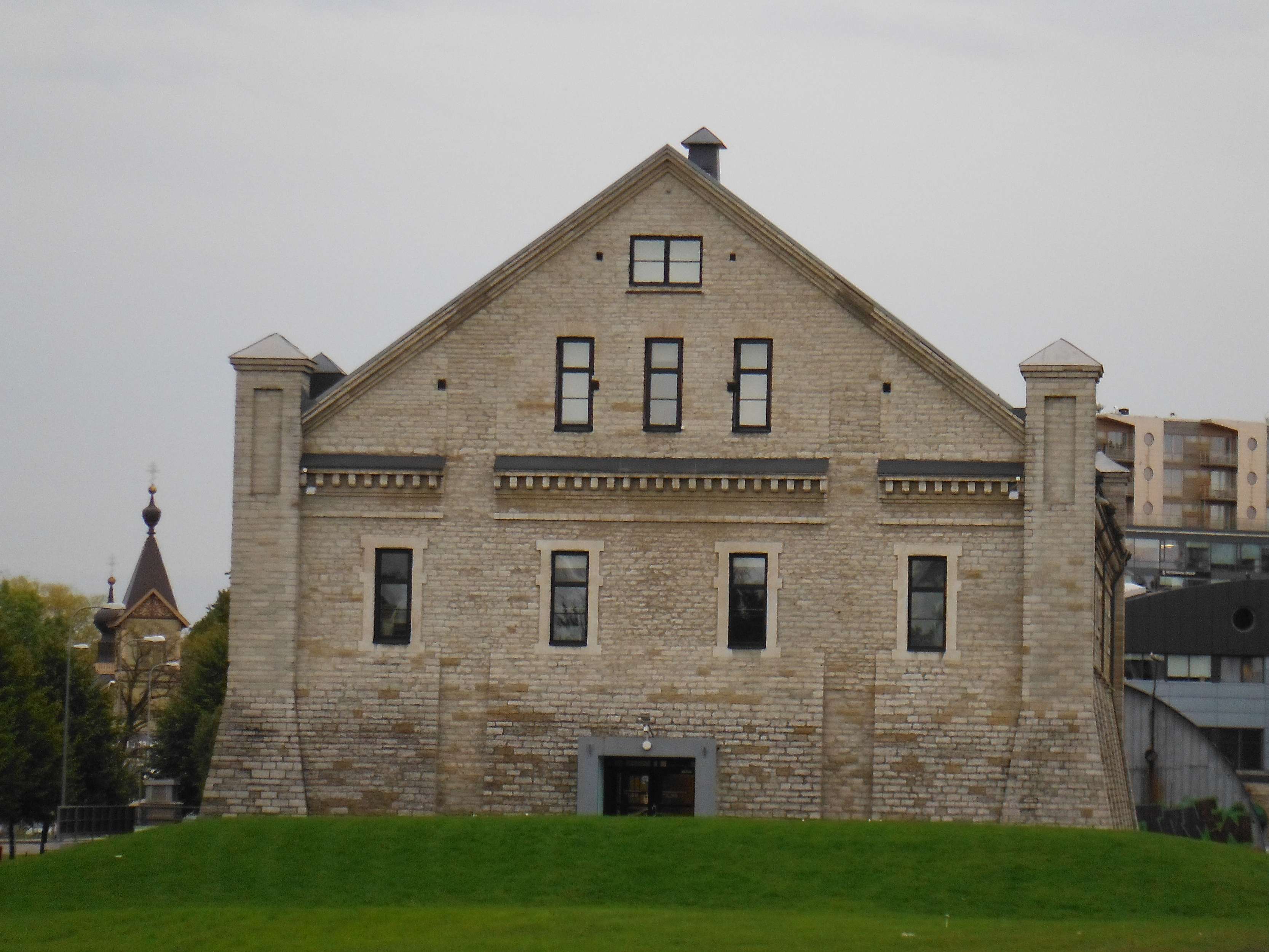
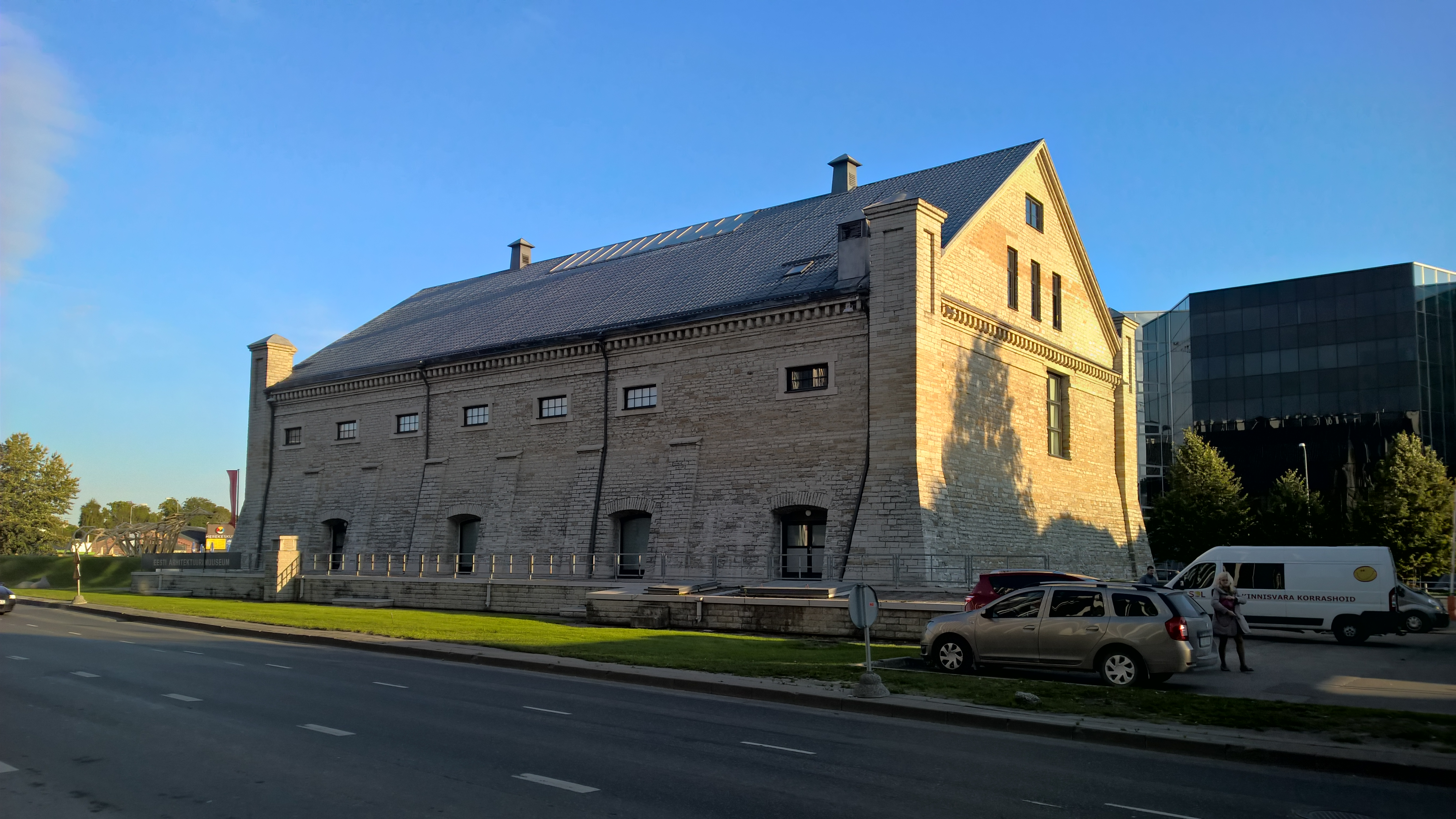